# Prędkość przy wypaleniu
Prędkość przy wypaleniu (burnout velocity) – prędkość pocisku balistycznego lub kosmicznej rakiety transportowej, jaką rakieta osiąga w momencie zakończenia pracy silnika napędowego bądź oddzielenia się ostatniego członu napędowego w pojazdach z napędem wieloczłonowym. W związku z faktem, iż pocisk balistyczny bądź kosmiczne rakiety transportowe w różnych fazach lotu poruszają się z różnymi prędkościami, wielkość tę wykorzystuje się do celów naprowadzania pocisków balistycznych, porównawczych oraz opisowych prędkości pocisku balistycznego, czy też rakiety nośnej.